# 필요적 변호사건
필요적 변호사건이란 변호사 없이 개정할 수 없는 사건을 말한다.

## 조문
피고인이 ①구속된 때 ②미성년자인 때 ③70세 이상의 자인 때 ④농아자인 때 ⑤심신장애의 의심이 있는 자인 때 ⑥사형, 무기 또는 단기 3년 이상의 징역이나 금고에 해당하는 사건으로 기소된 때에, 피고인에게 변호인이 없는 경우에는 법원은 직권으로 변호인을 선정해야한다.

## 판례
- 필요적 변호사건의 공판절차가 사선 변호인과 국선 변호인이 모두 불출석한 채 개정되어 국선 변호인 선정 취소결정이 고지된 후 변호인 없이 피해자에 대한 증인신문 등 심리가 이루어진 경우, 그와 같은 위법한 공판절차에서 이루어진 피해자에 대한 증인신문 등 일체의 소송행위는 모두 무효이나 소송행위 외에 다른 절차에서 적법하게 이루어진 소송행위는 무효가 아니다[2]
- 가. 필요적 변호사건이라 하여도 피고인이 재판거부의 의사를 표시하고 재판장의 허가 없이 퇴정하고 변호인마저 이에 동조하여 퇴정해 버린 것은 모두 피고인측의 방어권의 남용 내지 변호권의 포기로 볼 수밖에 없는 것이므로 수소법원으로서는 형사소송법 제330조에 의하여 피고인이나 변호인의 재정 없이도 심리판결할 수 있다[3].
- 필요적 변호사건에서 변호인 없이 개정하여 심리를 진행하고 판결한 것은 소송절차의 법령위반에 해당하지만 피고인의 이익을 위하여 만들어진 필요적 변호의 규정 때문에 피고인에게 불리한 결과를 가져오게 할 수는 없으므로 그와 같은 법령위반은 무죄판결에 영향을 미친 것으로는 되지 아니한다.[4]

### 국선변호인선임청구
- 국선변호인선임청구를 기각한 결정은 판결 전의 소송절차이므로, 그 결정에 대하여 즉시항고를 할 수 있는 근거가 없는 이상 그 결정에 대하여는 재항고도 할 수 없는 것이다[5]
- 형사소송규칙 제18조 제2항의 규정에 따르면 법원은 국선변호인이 그 직무를 성실히 수행하지 아니하거나 기타 상당한 이유가 있는 때에는 국선변호인의 선정을 취소할 수 있으나, 이들은 모두 임의적인 규정으로서 설령 법원이 그와 같은 권한을 적절하게 행사하지 아니하였다 하더라도 그 사실만으로 바로 판결 결과에 영향을 미치는 위법이 없다[6]

## 같이 보기
- 국선변호인